# Darro
Darro – gmina w Hiszpanii, w prowincji Grenada, w Andaluzji, o powierzchni 50,65 km². W 2011 roku gmina liczyła 1460 mieszkańców.
W Sierra de Arana obszar był zamieszkany od czasów dolnego paleolitu.